# Sovětská liga ledního hokeje 1953/1954
Sezóna 1953/1954 byla 8. sezonou Sovětské ligy ledního hokeje. Mistrem se stal tým Dynamo Moskva.
Tým Dynamo Sverdlovsk sestoupil. Ze 2. ligy postoupily celky Dynamo Novosibirsk a Torpedo Gorkij.

## Konečné pořadí
| # | Tým                  | Z  | V  | R | P  | Sk.    | B  |
| - | -------------------- | -- | -- | - | -- | ------ | -- |
| 1 | Dynamo Moskva        | 16 | 15 | 0 | 1  | 118-36 | 30 |
| 2 | CSKA Moskva          | 16 | 13 | 1 | 2  | 140-26 | 27 |
| 3 | Zenit Moskva         | 16 | 10 | 3 | 3  | 93-41  | 23 |
| 4 | ODO Leningrad        | 16 | 9  | 3 | 4  | 86-61  | 21 |
| 5 | Krystall Elektrostal | 16 | 6  | 3 | 7  | 63-97  | 15 |
| 6 | Daugava Riga         | 16 | 5  | 1 | 10 | 50-90  | 11 |
| 7 | Avangard Čeljabinsk  | 16 | 3  | 2 | 11 | 36-78  | 8  |
| 8 | Dynamo Leningrad     | 16 | 3  | 1 | 12 | 52-96  | 7  |
| 9 | Dynamo Sverdlovsk    | 16 | 1  | 0 | 15 | 31-144 | 2  |